# Cornelius van Zyl
Casparus Cornelius van Zyl, detto Corniel (Nelspruit, 27 gennaio 1979), è un ex rugbista a 15 e allenatore di rugby a 15 sudafricano, internazionale per l'Italia, che giocava nel ruolo di seconda linea. Ritiratosi nel 2015, ha assunto l'incarico di allenatore degli avanti della squadra provinciale sudafricana dei Free State Cheetahs e della corrispettiva franchigia dei Cheetahs.
Dal 2021 è assistente allenatore ai London Irish in Premiership.

## Biografia
Formatosi rugbisticamente in Sudafrica debuttando nel 2002 con i Pumas in Currie Cup, dopo un breve periodo in Inghilterra con i Rotherham Titans van Zyl tornò in patria e vinse tre Currie Cup consecutive dal 2005 al 2007 con i Free State Cheetahs. Nello stesso periodo giocò anche con la relativa franchise professionistica impegnata nel Super Rugby, i Central Cheetahs.
Nel 2007 fu ingaggiato dal Benetton Treviso, squadra alla quale legherà gran parte della propria carriera giocandovi per otto anni e diventandone il carismatico capitano. Con il Treviso van Zyl vinse due campionati italiani nel 2009 e nel 2010, oltre a una coppa Italia vinta anch'essa nel 2010. A partire dalla stagione 2010-11 la seconda linea sudafricana continuò a giocare con il Treviso nel nuovo formato della Celtic League.
Non avendo mai indossato la maglia del Sudafrica in precedenza, van Zyl risultò idoneo per la convocazione nell'Italia, debuttando con gli Azzurri il 13 agosto 2011 a Cesena affrontando il Giappone. Il C.T. della Nazionale Nick Mallett lo inserì anche tra i convocati alla Coppa del Mondo di rugby 2011 schierandolo in tutte e quattro le partite della fase a gironi. Collezionò la sua ottava e ultima presenza con la nazionale italiana affrontando il Galles al Millennium Stadium, durante il Sei Nazioni 2012. Il 29 maggio 2012 indossò la maglia dei Barbarians giocando contro un XV dell'Irlanda.
Al termine della stagione 2014-15, all'età di 36 anni, Cornelius van Zyl annunciò il suo ritiro dal rugby agonistico per tornare in Sudafrica affiancando l'allenatore Franco Smith, che fu anche colui che lo volle al Treviso nel 2007, nello staff tecnico dei Cheetahs come allenatore degli avanti.

## Palmarès
- Currie Cup: 3
Free State Cheetahs: 2005, 2006, 2007
- Campionati italiani: 2
Benetton Treviso: 2008-09, 2009-10
- Coppe Italia: 1
Benetton Treviso: 2009-10
- Supercoppe d'Italia: 1
Benetton Treviso: 2009